# Azinhaga
Azinhaga est une freguesia (commune ou village) portugaise appartenant à la municipalité de Golegã, dans le district de Santarém. Son nom vient de l'amazigh[réf. nécessaire] صنهاجة (Zenaga).
C'est la ville natale de l'écrivain et prix Nobel de littérature José Saramago.